# FLY
FLY (seit April 2012 Fly (Schweiz) AG) war eine Schweizer Einrichtungshauskette mit Sitz in Egerkingen.

## Geschichte
Das 1998 gegründete Unternehmen gehörte bis März 2012 zur Schweizer Manor-Gruppe und wurde bis dahin als Franchisenehmerin geführt. Auf den 1. April 2012 wurde der Franchisevertrag mit Fly France aufgelöst und die Schweizer Kette an den französischen Mutterkonzern verkauft.
FLY betrieb im Jahr 2012 in der Schweiz insgesamt 19 Einrichtungshäuser und erzielte mit rund 330 Mitarbeitern einen Umsatz von rund 106 Millionen Schweizer Franken. Unter der Manor-Gruppe erzielte FLY 2011 einen Umsatz von 118 Millionen Schweizer Franken, nach 127,8 Millionen 2010 und 136 Millionen 2009 (damals noch mit 20 Filialen).
Im Februar 2014 wurde bekannt, dass die Schweizer Conforama-Niederlassung die Fly (Schweiz) AG übernimmt. Im Zuge der Übernahme wurden von den bestehenden 19 Filialen 3 auf Conforama und weitere 6 auf LIPO Einrichtungsmärkte, einer Konzernschwester von Conforama im Steinhoff-Konzern, umgeflaggt. Die anderen 10 Filialen blieben vorerst als Fly erhalten.
Im Januar 2015 wurde das Unternehmen schliesslich komplett von Conforama übernommen, und die Schliessung von neun der zehn verbliebenen Filialen und des Hauptsitzes per Ende März respektive Ende April 2015 bekanntgegeben.

## Sortiment
Das Sortiment umfasste neben Möbeln für alle Wohnbereiche, Büromöbel und Gartenmöbel auch Produkte und Accessoires rund um die Themenbereiche Wohnen, Essen, Schlafen, Bad, Licht und Arbeiten. Die Einrichtungshäuser waren weitgehend in Selbstbedienung, verfügten aber auch über eine Verkaufsberatung. Darüber hinaus wurden verschiedene Dienstleistungen angeboten.